# جيمس باتون
جيمس باتون (بالإنجليزية: James L. Patton)‏ مواليد 21 يونيو 1941 في سانت لويس، ميزوري، هو عالم ثدييات أمريكي ومتخصص في علم الأحياء التطوري، وهو أستاذ فخري لعلم الأحياء التكاملي وأمين الثدييات في جامعة كاليفورنيا، بيركلي. قدم مساهمات واسعة للنظاميات والجغرافيا الحيوية لعدة أصانيف للفقاريات، وخصوصا الثدييات الصغيرة (القوارض، الشقبانيات، والخفافيش). فاز بعدة جوائز منها العضوية الفخرية في الجمعية الأمريكية لعلماء الثدييات عام 2001.